# Mohawk Airlines
Mohawk Airlines (ursprünglich Robinson Aviation, danach Robinson Airlines) war eine US-amerikanische Linienfluggesellschaft, die 1972 in Allegheny Airlines aufging.

## Geschichte
Das Unternehmen wurde Anfang 1945 unter dem Namen Robinson Aviation von Cecil S. Robinson in Ithaca gegründet und nahm den Betrieb am 6. April 1945 mit zwei dreisitzigen Fairchild 24 auf. Robinson Aviation setzte die Maschinen vom Ithaca Municipal Airport im staatlichen Auftrag zur Anfertigung von Luftbildern sowie für Gelegenheitsdienste ein. Kurz darauf stellte die Gesellschaft zweimotorige Cessna T-50 in Dienst. Das Unternehmen erhielt im Jahr 1946 von der US-Luftfahrtbehörde Civil Aeronautics Board (CAB) eine Einstufung als Interstate Carrier und damit eine zeitlich befristete Genehmigung für Linienflüge innerhalb des Bundesstaates New York. Hierzu wurde der Name in Robinson Airlines geändert und gebrauchte Maschinen des Typs Beechcraft Model 18 erworben. Anfangs umfasste das von Ithaca ausgehende und als „Route of the Air Chiefs“ bezeichnete Streckennetz die Städte Albany, Binghamton, Buffalo und New York City. Das CAB verlängerte die Linienrechte der Gesellschaft im Frühjahr 1948 für weitere drei Jahre, woraufhin sie am 19. September 1948 ihre erste Douglas DC-3 in Dienst stellte.
Nachdem Robinson Airlines unbefristete Linienrechte vom CAB bekommen hatte, zog sich Cecil Robinson im Frühjahr 1952 aus dem Unternehmen zurück und trat dessen Leitung an Robert E. Peach ab. Peach schrieb anschließend einen Kundenwettbewerb aus, um einen neuen Namen für die Gesellschaft zu finden. Im Sommer 1952 erhielt Robinson Airlines den Namen Mohawk Airlines, benannt nach dem Indianer-Volk der Mohawk. Zu dieser Zeit flog die Gesellschaft mit einer aus zehn Douglas DC-3 bestehenden Flotte vom Flughafen Ithaca aus zwölf Zielorte im Bundesstaat New York planmäßig an. Die erste über die Grenzen des Bundesstaates hinausgehende Linienroute wurden im selben Jahr zwischen Albany und Boston (Massachusetts) eröffnet.
Ende 1953 erwog die Geschäftsführung, die vorhandenen Douglas DC-3 durch Hubschrauber des Typs Sikorsky S-55 zu ersetzen. Mit der Übernahme ihrer ersten Sikorsky S-55 wurde Mohawk Airlines am 7. Juni 1954 nach National Airlines zur zweiten US-Linienfluggesellschaft, die einen Hubschrauber betrieb. Die Sikorsky S-55 erwies sich im Praxisbetrieb jedoch als ungeeignet und wurde aufgrund der hohen Betriebskosten nur kurz eingesetzt. Als Ersatz für ihre Douglas DC-3 stellte Mohawk Airlines ab dem 1. Juli 1955 gebraucht erworbene Convair CV-240 in Dienst, die eine Druckkabine und eine größere Reichweite besaßen.
Im Geschäftsjahr 1954 beförderte das Unternehmen 222.148 Passagiere und richtete unter anderem Verbindungen nach Bradford (Pennsylvania) und Keene (New Hampshire) ein. Linienflugrechte von Niagara Falls über Erie (Pennsylvania) nach Detroit (Michigan) erhielt Mohawk Airlines im Jahr 1956 vom CAB. Die Gesellschaft betrieb zu dieser Zeit elf Douglas DC-3 sowie dreizehn Convair CV-240. Die Einrichtungen in Ithaca reichten zur Wartung der Flugzeuge nicht mehr aus, so dass der Geschäftssitz zum Jahresende 1956 nach Utica sowie die operative Basis auf den dortigen Utica Municipal Airport verlegt wurde. Parallel dazu baute Mohawk Airlines ihr Streckennetz innerhalb des Bundesstaates New York erheblich aus und erhöhte die Anzahl ihrer Direktverbindungen nach New York City. Ab dem 11. Februar 1958 beschäftigte die Gesellschaft mit Ruth Carol Taylor die erste afro-amerikanische Flugbegleiterin des Landes. Die erste Convair CV-440 wurde im September 1961 vom Hersteller übernommen. Gleichzeitig änderte die Gesellschaft das Corporate Identity und führte eine schwarz-goldene Bemalung bei ihren Flugzeugen ein.
Insgesamt 16 Flugzeuge des Typs Martin 4-0-4, die nacheinander von Eastern Air Lines erworben wurden, erweiterten ab September 1961 die Flotte. Zeitgleich eröffnete Mohawk Airlines ihre erste internationale Verbindung zwischen Buffalo und Toronto. Das nationale Liniennetz wurde parallel bis nach Pittsburgh (Pennsylvania) und Cleveland (Ohio) verlängert. Das Unternehmen orderte im Juni 1962 als zweite US-Fluggesellschaft britische Düsenflugzeuge des Typs BAC 1-11 sowie kurz darauf achtzehn Turboprop-Maschinen des Typs Fairchild-Hiller FH-227. Die erste der ursprünglich vier bestellten BAC 1-11 wurde am 16. Mai 1965 vom Hersteller übernommen und ab dem 11. Juli 1965 planmäßig eingesetzt. Die Auslieferung der ersten Fairchild-Hiller FH-227 erfolgte ein Jahr später. Anfang 1968 beschäftigte Mohawk Airlines 2000 Mitarbeiter und betrieb eine Flotte von elf BAC 1-11, vier Convair CV-440 sowie 18 Fokker-Hiller FH-227. Sechs weitere BAC 1-11 wurden noch im selben Jahr in Dienst gestellt.
Im Geschäftsjahr 1968 flog die Gesellschaft erstmals Verluste ein, die sich in der Folgezeit kontinuierlich erhöhten. Wegen der finanziellen Situation und eines deutlichen Rückgangs der Passagierzahl stornierte Mohawk Airlines im November 1969 drei bestellte Boeing 727-200, die auf neu beantragten Routen, unter anderem nach Atlanta, Kansas City und Nashville, eingesetzt werden sollten. Die Entscheidung des Unternehmensvorstandes, das vorhandene Liniennetz stark auszudünnen und unrentable Regionalstrecken an kleinere Partnergesellschaften abzutreten, führte ab dem 12. November 1970 zu einem mehrmonatigen Arbeitskampf mit der Pilotengewerkschaft, der Mohawk Airlines wirtschaftlich weiter schwächte. Auf der Suche nach Geldgebern nahm die Geschäftsleitung Anfang 1971 Verhandlungen mit Allegheny Airlines auf. Angedacht war eine Minderheitsbeteiligung an der Gesellschaft, stattdessen kaufte Allegheny Airlines das Unternehmen am 14. April 1971 vollständig auf. Robert E. Peach nahm sich daraufhin am 20. April 1971 das Leben. Mohawk Airlines setzte den Flugbetrieb zunächst als Tochtergesellschaft der Allegheny Airlines unter eigenem Markenauftritt fort und ging am 12. April 1972 vollständig in dieser auf.

## Flotte

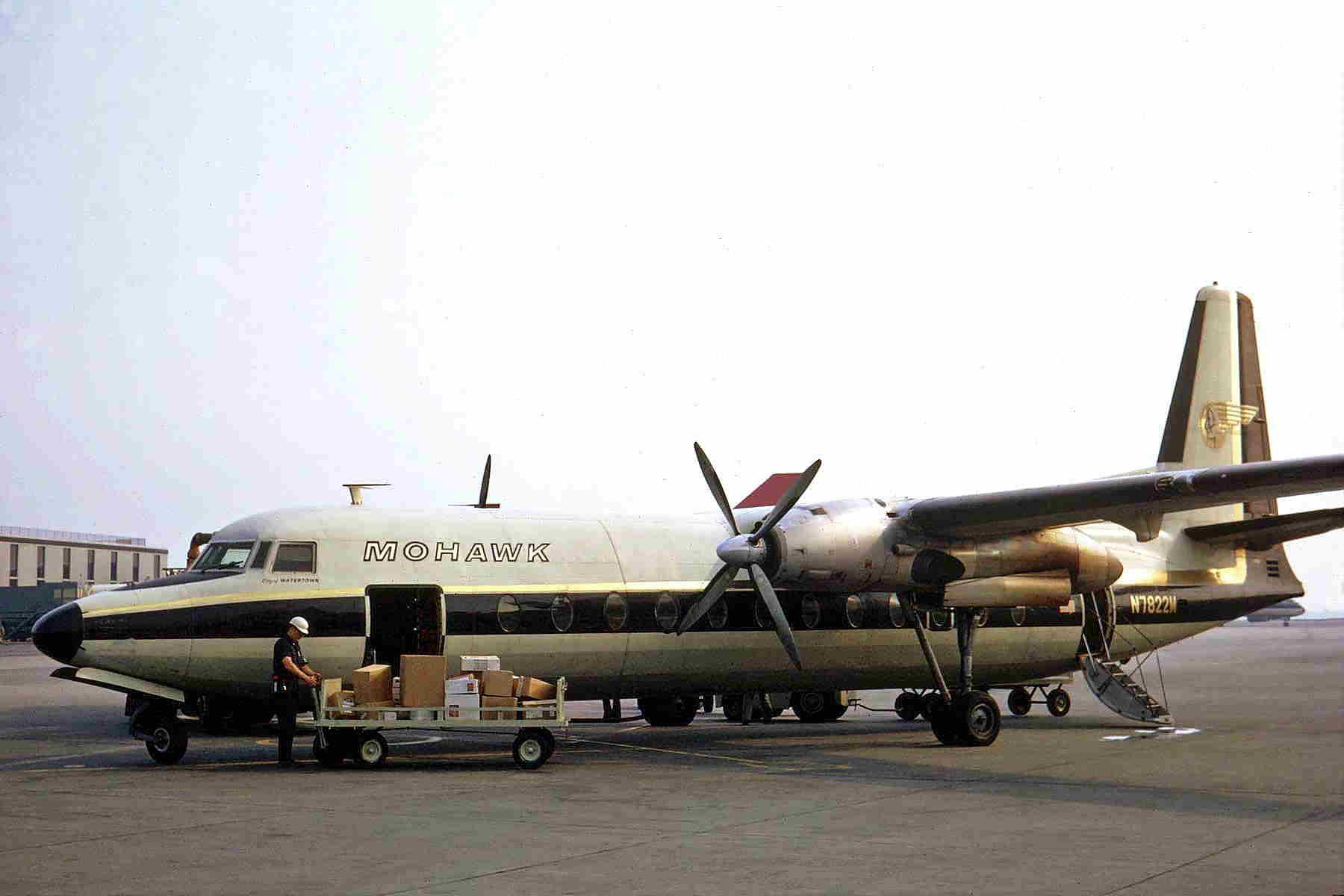
Eine Fairchild-Hiller FH-227 im Jahr 1970.

### Flotte bei Betriebseinstellung
Im Frühjahr 1972 bestand die Flotte aus 23 BAC 1-11 und 17 Fairchild-Hiller FH-227.

### Zuvor eingesetzte Flugzeuge
Im Lauf der Unternehmensgeschichte wurden folgende Flugzeug- und Hubschraubertypen betrieben:
- Beechcraft Model 18
- BAC 111-200
- Cessna T-50
- Convair CV-240
- Convair CV-440
- Douglas DC-3
- Fairchild Model 24
- Fairchild-Hiller FH-227
- Martin 4-0-4
- Sikorsky S-55

## Zwischenfälle
Von 1945 bis zur Betriebseinstellung 1972 kam es bei Mohawk Airlines zu 4 Totalschäden von Flugzeugen. Bei jedem davon gab es Todesopfer; insgesamt kamen 72 Menschen ums Leben. Vollständige Liste:
- Am 4. September 1950 stürzte eine Douglas DC-3-229 der Robinson Airlines (Luftfahrzeugkennzeichen N18936) nach dem Start vom Oneida County Airport in Utica (New York) ab, nachdem sie Teile des linken Motors verloren hatte. Die drei Besatzungsmitglieder sowie 13 der 20 Passagiere kamen bei dem Absturz ums Leben.[22]

- Am 2. Juli 1963 verunglückte eine Martin 4-0-4 (N449A) beim Start vom Rochester Municipal Airport im Monroe County (New York) während eines schweren Gewitters. Kurz nach dem Abheben schlug die linke Tragfläche auf den Boden. Bei dem Unfall kamen von den 43 Insassen 7 ums Leben, zwei Besatzungsmitglieder und fünf Passagiere.[23]

- Am 23. Juni 1967 stürzte eine BAC 111-200 (N1116J) infolge eines Feuers, das im Inneren des Seitenleitwerks ausgebrochen war, nahe der Ortschaft Blossburg (Pennsylvania) ab. Über fehlerhafte Ventile des Hilfstriebwerks waren heiße Triebwerksgase ins Seitenleitwerk geströmt und hatten die Hydraulikflüssigkeiten in Brand gesetzt. Dies führte zum Ausfall der Höhenruder sowie zum Abriss von Teilen des Leitwerks. Alle 34 Insassen kamen ums Leben (siehe auch Mohawk-Airlines-Flug 40).[24]

- Am 19. November 1969 unterschritten die Piloten einer Fairchild-Hiller FH-227 (N7811M) im Anflug auf den Floyd Bennett Memorial Airport im Warren County (New York) die Sicherheitsflughöhe. Die Maschine schlug östlich vom Lake George am Berg Pilot Knob Mountain auf. Alle 14 Insassen kamen ums Leben.[25]

- Am 3. März 1972 meldete die Besatzung einer Fairchild-Hiller FH-227 (N7818M) während des Anflugs auf den Albany International Airport ein Problem mit der Blattstellung (Pitch) des linken Verstellpropellers. Ebenso gelang es ihnen nicht, den Propeller in die Segelstellung zu bringen. Die Maschine kollidierte rund sechs Kilometer vor der Landebahnschwelle mit einem Gebäude. Von den 48 Insassen verloren 16 das Leben, zudem wurde eine Person am Boden getötet (siehe auch Mohawk-Airlines-Flug 405).[26]